# Сен-Морисский собор (515)
Сен-Морисский собор — поместный собор, проведённый в 515 году в Сен-Морисе в королевстве бургундов.
Как отметил В. В. Солодовников, организованный в 515 году Сен-Морисский собор относится по составу его участников к числу смешанных: на нём присутствовали помимо четырёх епископов восемь графов. Он был созван королём бургундов Сигизмундом. Причиной проведения послужили проблемы обустройства нового монастыря в Сен-Морисе и введение там устава. То, что синод, разбирающий вопросы столь локального значения, был созван по инициативе только недавно перешедшего из арианства в ортодоксальное христианство правителя, по замечанию В. В. Солодовникова, явственно указывает на открытое вмешательство светской власти в сугубо внутрицерковные вопросы. При этом участники-миряне превзошли по своему количеству лиц духовного сана. Возможно, Сигизмунда интересовал организационный механизм обители. Итоговые документы Сен-Морисского собора, как и устав аббатства, пока не обнаружены.